# Plebejus hispelis
Plebejus hispelis är en fjärilsart som beskrevs av Hans Fruhstorfer 1910. Plebejus hispelis ingår i släktet Plebejus och familjen juvelvingar. Inga underarter finns listade i Catalogue of Life.